# Eliaquim Mangala
Eliaquim Mangala (Parigi, 13 febbraio 1991) è un calciatore francese di origini congolesi, difensore svincolato. Con la nazionale francese è stato vicecampione d'Europa nel 2016.

## Biografia
Eliaquim nasce a Colombes, vicino a Parigi, da genitori originari della Repubblica Democratica del Congo, ma già a cinque anni si trasferisce in Belgio, nella città francofona di Namur. Ed è proprio in Belgio che sviluppa la sua formazione calcistica.

## Caratteristiche tecniche
Difensore centrale ambidestro, forte fisicamente è molto abile nel gioco aereo possiede una buona capacità di corsa, può giocare all'occorrenza anche come terzino sinistro.

## Carriera

### Club

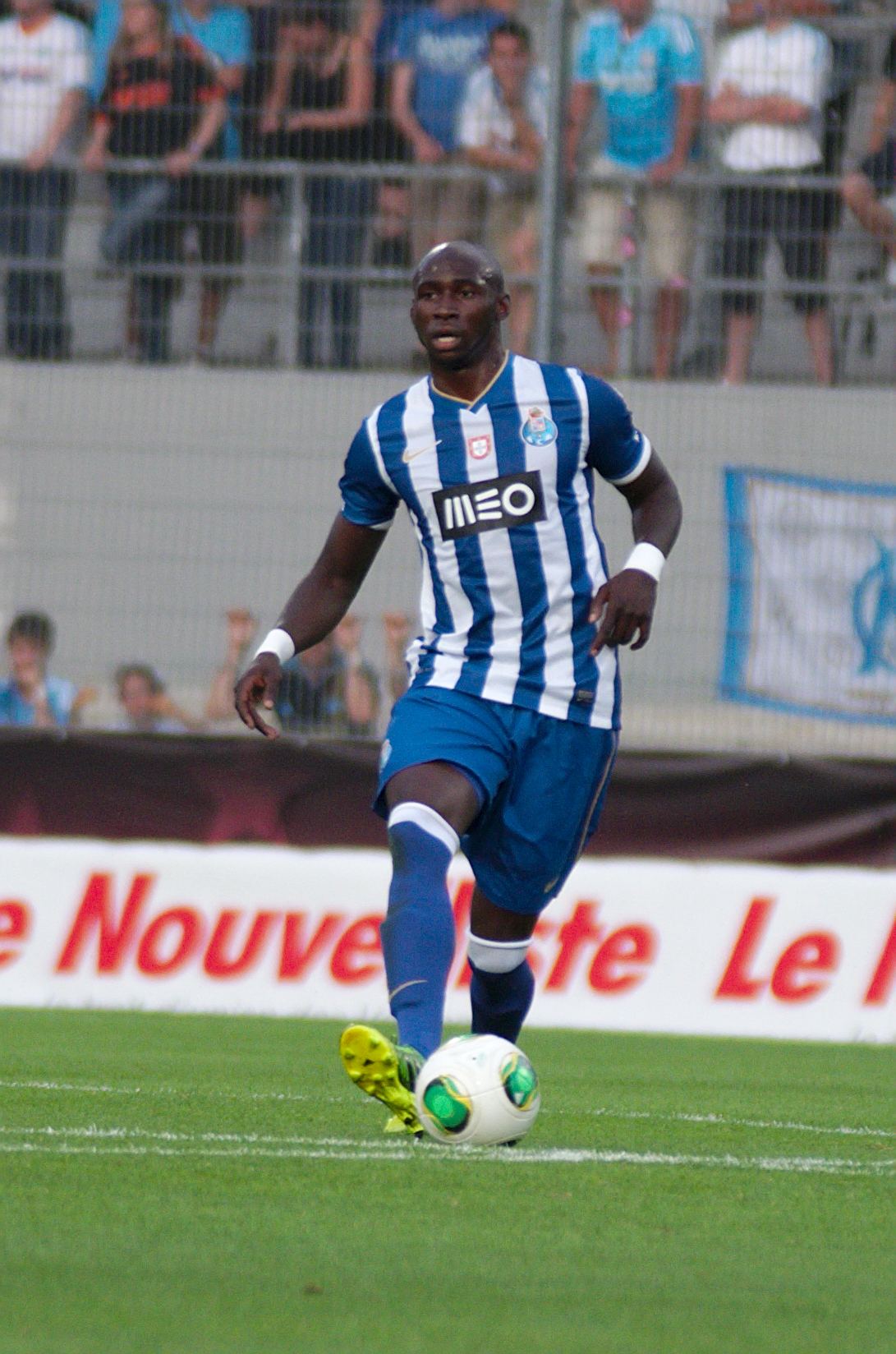
Mangala in azione con la maglia del Porto nel 2013

Cresciuto nelle giovanili della squadra principale della sua città, l'UR Namur, dove ha impressionato rapidamente i vari osservatori fino a quando nell'estate del 2008, si trasferisce allo Standard Liegi. Nell'estate del 2011 passa al Porto per circa 7 milioni, dove globalmente in tre anni, totalizza 95 presenze segnando tredici reti.
L'11 agosto 2014 passa per la cifra di 45 milioni al Manchester City, dove firma per cinque anni.
Dopo aver collezionato 64 presenze in due anni, il 31 agosto 2016 viene ufficializzata la sua cessione in prestito al Valencia.
Nell'estate 2017 a fine prestito fa ritorno al Manchester City, dove rimane fino al 31 gennaio 2018, per poi passare in prestito secco fino al giugno successivo, all'Everton. Con i Citizens disputa in cinque anni tra tutte le competizioni, 79 presenze tuttavia senza mai andare a segno.
Il 12 agosto 2019 fa ritorno al Valencia a titolo definitivo, firmando un contratto biennale.
A fine contratto rimane svincolato sino al 20 gennaio 2022, giorno in cui si accasa al Saint-Étienne. In 6 mesi per il club francese, totalizzerà 30 presenze segnando una rete.
Il 1⁰ luglio 2022, alla scadenza del suo contratto annuale, tornerà svincolato.

### Nazionale

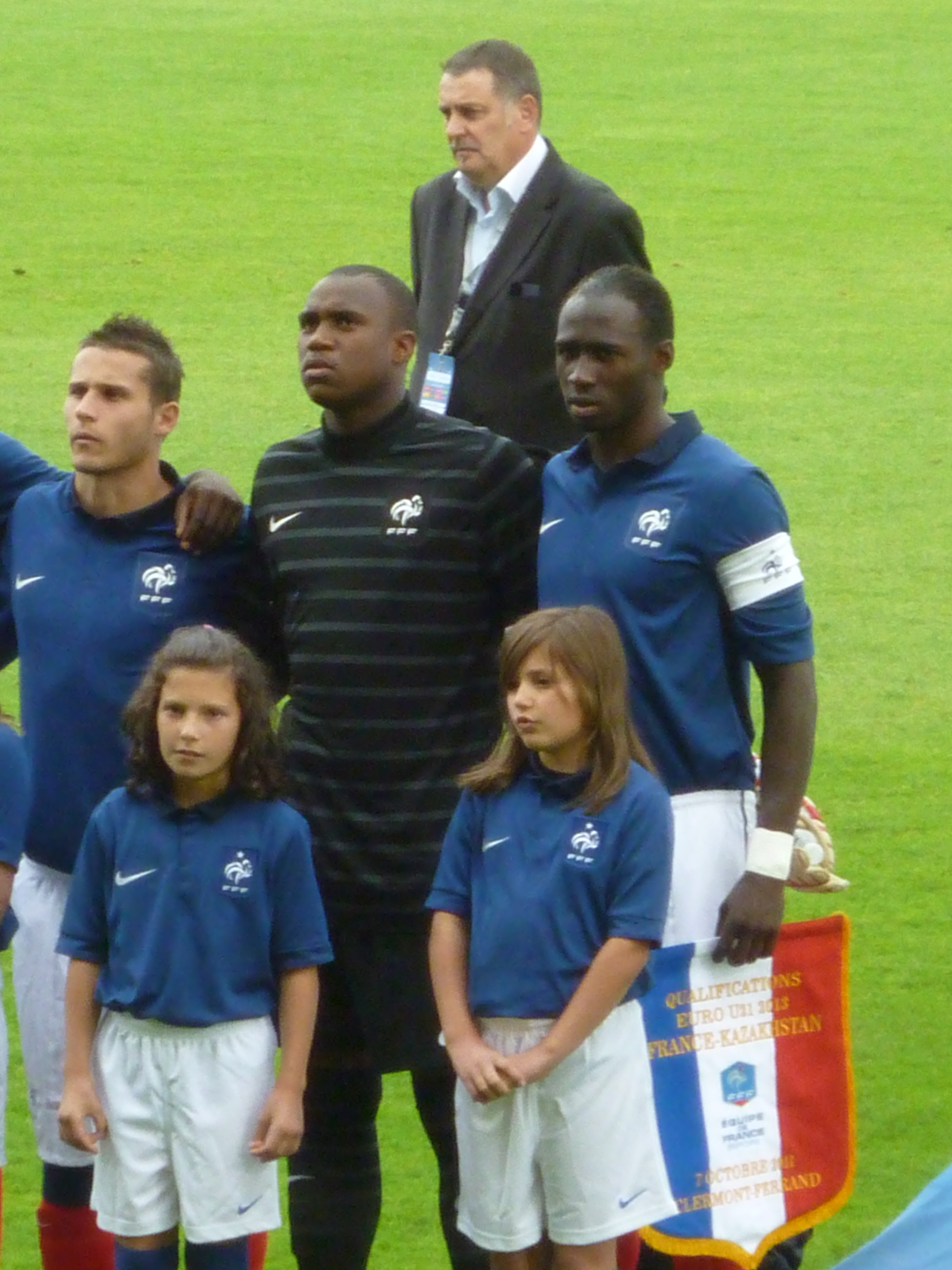
Eliaquim Mangala con la fascia di capitano dell'Under-21 francese nel novembre 2011.

È stato capitano della nazionale francese Under-21 rappresentandola dal 2009 al 2012. Il 5 giugno 2013 ha esordito ufficialmente con la nazionale maggiore, in amichevole a Montevideo contro l'Uruguay. Convocato per gli Europei 2016 in Francia, nella manifestazione persa in finale dai galletti scende in campo unicamente in un'occasione, nei quarti di finale contro l'Islanda.

## Statistiche

### Presenze e reti nei club
Statistiche aggiornate al 4 gennaio 2025.
| Stagione               | Squadra                | Campionato             | Campionato | Campionato | Coppe nazionali | Coppe nazionali | Coppe nazionali | Coppe continentali | Coppe continentali | Coppe continentali | Altre coppe | Altre coppe | Altre coppe | Totale | Totale |
| Stagione               | Squadra                | Comp                   | Pres       | Reti       | Comp            | Pres            | Reti            | Comp               | Pres               | Reti               | Comp        | Pres        | Reti        | Pres   | Reti   |
| ---------------------- | ---------------------- | ---------------------- | ---------- | ---------- | --------------- | --------------- | --------------- | ------------------ | ------------------ | ------------------ | ----------- | ----------- | ----------- | ------ | ------ |
| 2008-2009              | Standard Liegi         | JL                     | 10         | 0          | CB              | 0               | 0               | -                  | 3                  | 0                  | -           | -           | -           | 13     | 0      |
| 2009-2010              | Standard Liegi         | JL                     | 25+6       | 1          | CB              | 2               | 0               | UCL+UEL            | 5+6                | 1+0                | SP          | 1           | 0           | 45     | 2      |
| 2010-2011              | Standard Liegi         | JL                     | 25+10      | 0+1        | CB              | 6               | 1               | -                  | -                  | -                  | -           | -           | -           | 41     | 2      |
| Totale Standard Liegi  | Totale Standard Liegi  | Totale Standard Liegi  | 60+16      | 2          |                 | 8               | 1               |                    | 14                 | 1                  |             | 1           | 0           | 99     | 4      |
| 2011-2012              | Porto                  | PL                     | 7          | 0          | CP+CdL          | 1+4             | 0+1             | UCL+UEL            | 1+1                | 0                  | SP+SU       | 0+0         | 0           | 14     | 1      |
| 2012-2013              | Porto                  | PL                     | 23         | 4          | CP+CdL          | 3+5             | 2+1             | UCL                | 8                  | 0                  | SP          | 1           | 0           | 40     | 7      |
| 2013-2014              | Porto                  | PL                     | 21         | 2          | CP+CdL          | 4+4             | 0               | UCL+UEL            | 6+6                | 0+3                | SP          | 1           | 0           | 42     | 5      |
| Totale Porto           | Totale Porto           | Totale Porto           | 51         | 6          |                 | 20              | 4               |                    | 22                 | 3                  |             | 2           | 0           | 96     | 13     |
| 2014-2015              | Manchester City        | PL                     | 25         | 0          | FACup+CdL       | 1+2             | 0               | UCL                | 3                  | 0                  | -           | -           | -           | 31     | 0      |
| 2015-2016              | Manchester City        | PL                     | 23         | 0          | FACup+CdL       | 0+3             | 0               | UCL                | 7                  | 0                  | -           | -           | -           | 33     | 0      |
| 2016-2017              | Valencia               | PD                     | 30         | 2          | CR              | 3               | 0               | -                  | -                  | -                  | -           | -           | -           | 33     | 2      |
| 2017-gen. 2018         | Manchester City        | PL                     | 9          | 0          | FACup+CdL       | 0+4             | 0               | UCL                | 2                  | 0                  | -           | -           | -           | 15     | 0      |
| gen.-giu. 2018         | Everton                | PL                     | 2          | 0          | FACup+CdL       | 0+0             | 0               | UEL                | 0                  | 0                  | -           | -           | -           | 2      | 0      |
| 2018-2019              | Manchester City        | PL                     | 0          | 0          | FACup+CdL       | 0+0             | 0               | UCL                | 0                  | 0                  | CS          | 0           | 0           | 0      | 0      |
| Totale Manchester City | Totale Manchester City | Totale Manchester City | 57         | 0          |                 | 10              | 0               |                    | 12                 | 0                  |             | 0           | 0           | 79     | 0      |
| 2019-2020              | Valencia               | PD                     | 8          | 0          | CR              | 1               | 0               | UCL                | 2                  | 0                  | -           | -           | -           | 11     | 0      |
| 2020-2021              | Valencia               | PD                     | 7          | 0          | CR              | 3               | 0               | -                  | -                  | -                  | -           | -           | -           | 10     | 0      |
| Totale Valencia        | Totale Valencia        | Totale Valencia        | 45         | 2          |                 | 7               | 0               |                    | 2                  | 0                  |             | 0           | 0           | 54     | 2      |
| 2021-2022              | Saint-Étienne          | L1                     | 14+1       | 1          | CF              | 0               | 0               | -                  | -                  | -                  | -           | -           | -           | 15     | 1      |
| 2023-2024              | Estoril Praia          | PL                     | 17         | 1          | CP+CdL          | 2+3             | 0               | -                  | -                  | -                  | -           | -           | -           | 22     | 1      |
| 2024-2025              | Estoril Praia          | PL                     | 6          | 0          | CP+CdL          | 0+0             | 0+0             | -                  | -                  | -                  | -           | -           | -           | 6      | 0      |
| Totale Estoril         | Totale Estoril         | Totale Estoril         | 23         | 1          |                 | 5               | 0               |                    | -                  | -                  |             | -           | -           | 28     | 1      |
| Totale carriera        | Totale carriera        | Totale carriera        | 268        | 12         |                 | 51              | 5               |                    | 50                 | 4                  |             | 3           | 0           | 372    | 21     |

### Cronologia presenze e reti in nazionale
| Cronologia completa delle presenze e delle reti in nazionale ― Francia | Cronologia completa delle presenze e delle reti in nazionale ― Francia | Cronologia completa delle presenze e delle reti in nazionale ― Francia | Cronologia completa delle presenze e delle reti in nazionale ― Francia | Cronologia completa delle presenze e delle reti in nazionale ― Francia | Cronologia completa delle presenze e delle reti in nazionale ― Francia | Cronologia completa delle presenze e delle reti in nazionale ― Francia | Cronologia completa delle presenze e delle reti in nazionale ― Francia |
| Data                                                                   | Città                                                                  | In casa                                                                | Risultato                                                              | Ospiti                                                                 | Competizione                                                           | Reti                                                                   | Note                                                                   |
| ---------------------------------------------------------------------- | ---------------------------------------------------------------------- | ---------------------------------------------------------------------- | ---------------------------------------------------------------------- | ---------------------------------------------------------------------- | ---------------------------------------------------------------------- | ---------------------------------------------------------------------- | ---------------------------------------------------------------------- |
| 5-6-2013                                                               | Montevideo                                                             | Uruguay                                                                | 1 – 0                                                                  | Francia                                                                | Amichevole                                                             | -                                                                      |                                                                        |
| 5-3-2014                                                               | Saint-Denis                                                            | Francia                                                                | 2 – 0                                                                  | Paesi Bassi                                                            | Amichevole                                                             | -                                                                      |                                                                        |
| 1-6-2014                                                               | Nizza                                                                  | Francia                                                                | 1 – 1                                                                  | Paraguay                                                               | Amichevole                                                             | -                                                                      | 46’                                                                    |
| 11-10-2014                                                             | Parigi                                                                 | Francia                                                                | 2 – 1                                                                  | Portogallo                                                             | Amichevole                                                             | -                                                                      | 34’                                                                    |
| 18-11-2014                                                             | Marsiglia                                                              | Francia                                                                | 1 – 0                                                                  | Svezia                                                                 | Amichevole                                                             | -                                                                      |                                                                        |
| 7-9-2015                                                               | Bordeaux                                                               | Francia                                                                | 2 – 1                                                                  | Serbia                                                                 | Amichevole                                                             | -                                                                      |                                                                        |
| 11-10-2015                                                             | Copenaghen                                                             | Danimarca                                                              | 1 – 2                                                                  | Francia                                                                | Amichevole                                                             | -                                                                      |                                                                        |
| 3-7-2016                                                               | Saint-Denis                                                            | Francia                                                                | 5 – 2                                                                  | Islanda                                                                | Euro 2016 - Quarti di finale                                           | -                                                                      | 72’                                                                    |
| Totale                                                                 |                                                                        | Presenze                                                               | 8                                                                      |                                                                        | Reti                                                                   | 0                                                                      |                                                                        |

## Palmarès

### Club

#### Competizioni nazionali
- Supercoppa del Belgio: 2

Standard Liegi: 2008, 2009
- Campionato belga: 1

Standard Liegi: 2008-2009
- Coppa del Belgio: 1

Standard Liegi: 2010-2011
- Campionato portoghese: 2

Porto: 2011-2012, 2012-2013
- Supercoppa di Portogallo: 2

Porto: 2012, 2013
- Coppa di Lega inglese: 2

Manchester City: 2015-2016, 2018-2019
- Community Shield: 1

Manchester City: 2018
- Campionato inglese: 1

Manchester City: 2018-2019
- Coppa d'Inghilterra: 1

Manchester City: 2018-2019

### Individuale
- Squadra della stagione della UEFA Europa League: 1

2013-2014